# Phùng Chiếm Hải
Phùng Chiếm Hải (tiếng Trung: 冯占海, 1899–1963) là một lãnh tụ quân tình nguyện chống lại Nhật và chính quyền bù nhìn Mãn Châu quốc tại Mãn Châu.

## Tiểu sử
Phùng sinh ngày 6 tháng 11 năm 1899. Ở tuổi 18, ông gia nhập quân Đông Bắc, sau đó nhập học tại một trường quân sự và tốt nghiệp năm 1921. Sau khi tốt nghiệp, ông trở thành trung đội trưởng, đại đội trưởng, rồi tiểu đoàn trưởng. Vào thời điểm Nhật gây ra Sự biến Thẩm Dương và xâm lược Mãn Châu, ông đang là đại tá lữ đoàn trưởng trong Sư đoàn bảo an Cát Lâm.
Sau Sự biến Thẩm Dương, ông chống lại việc Bộ Tư lệnh phòng thủ biên giới Đông Bắc đầu hàng quân Nhật, ngày 19 tháng 9 rút quân khỏi thủ phủ tỉnh Cát Lâm và đưa quân giao chiến với quân Nhật gần Tân Huyện vào tháng 10.
Cuối tháng 1 năm 1932, Phùng gia nhập với Đinh Siêu, Lý Đỗ, Xing Zhanqing, Zhao Yi thành lập Cát Lâm tự vệ quân, và được cử làm Phó tư lệnh chỉ huy phòng thủ Cáp Nhĩ Tân. Sau lực lượng của Đinh rút từ Cáp Nhĩ Tân về hướng đông bắc xuống hạ lưu sông Tùng Hoa, nhập với lực lượng đồn trú hạ lưu Tùng Hoa giang của Lý Đỗ.
Phùng Chiếm Hải rút quân về làng Shan-Ho-Tun, huyện Ngũ Thường. Tại đó ông tuyển mộ thêm quân tình nguyện, đồng thời các cục Bảo an các huyện cũng ủng hộ ông với lực lượng cảnh sát và dân quân địa phương. Phùng trở thành tướng chỉ huy lực lượng này, lấy tên Đông Bắc trung dũng quân, gồm 15,000 người đóng quân trong các vùng núi non, với thành phố thủ phủ Cát Lâm về hướng nam và Cáp Nhĩ Tân về hướng bắc. Tại đó ông giáng cho quân Nhật nhiều đòn nặng nề, tấn công hệ thống đường sắt Hoa Đông chạy qua lãnh thổ của ông.
Để đáp trả, quân Nhật và Mãn Châu quốc tiến hành 2 chiến dịch để tiêu diệt lực lượng của Phùng. Từ tháng 6 – tháng 7 năm 1932, Chiến dịch trấn áp Phùng Chiếm Hải đã diễn ra, quân Nhật - Mãn Châu quốc giải tỏa được các huyện Song Thành, A Thành, Du Thụ, Ngũ Thường và Thư Lan từ tay lực lượng chống Nhật của Phùng, buộc ông phải rút quân về hướng tây. Tháng 9 năm 1932, trong chiến dịch trấn áp Phùng Chiếm Hải lần thứ 2, 7,000 quân Mãn Châu quốc bao vây 10,000 quân "phỉ" của Phùng đang trên đường rút chạy từ đợt tấn công trước. Dù phải đầu hàng, hơn một nửa trong số lính du kích trốn được khỏi vòng vây và chạy về Nhiệt Hà.
Về sau lực lượng của Phùng tham gia kháng chiến chống quân Nhật xâm chiếm Nhiệt Hà, nhưng bị buộc phải rút vào trong Trường Thành. Sau đó ông lại tham gia Quân kháng Nhật Nhân dân Sát Cáp Nhĩ của Phùng Ngọc Tường, làm Tư lệnh Lộ quân 4, chống lại liên quân Nhật Bản – Mãn Châu Quốc tại Đa Luân Náo Nhĩ, tỉnh Sát Cáp Nhĩ. Sau khi Tưởng Giới Thạch giải tán đội quân này, quân của ông được biên chế vào Sư đoàn 91 do Phùng chỉ huy cho đến tháng 8 năm 1938, khi Sư đoàn chịu tổn thất nặng nề trong Trận Vũ Hán. Sau đó ông rời quân đội và sang Hồng Kông làm ăn. Năm 1949, ông trở về Trung Quốc, giữ chức Chủ tịch Ủy ban Thể thao tỉnh Cát Lâm. Ông cũng từng giữ một vài chức vụ khác trong chính quyền. Phùng mất ngày 14 tháng 9 năm 1963.